# Státní znak Burundi
Státní znak Burundi byl zaveden po 29. listopadu 1966, v souvislosti s vyhlášením republiky. Podoba znaku není zřejmě stanovena, a proto existovalo v průběhu let několik, mírně se lišících variant. V ústavě je znak popsán (velmi stručně) jako štít se lví hlavou a třemi kopími, vše obklopeno národním mottem.
Hlava lva byla již na vlajce (v roce 1914 schválené, ale nikdy zavedené) Německé východní Afriky, kolonie  Německého císařství. Mottem Burundi je Unité, Progrès, Justice ve francouzštině (česky Jednota, pokrok, spravedlnost).
Znak má podobný motiv jako Státní znak Konžské demokratické republiky, s kterou má Burundi společnou historii.

## Historie
V roce 1899 se území Burundi stalo součástí vojenské oblasti Ruanda-Urundi v rámci Německé východní Afriky, první oficiální znaky tak byly znaky německé.
Během 1. světové byla (v roce 1916) Ruanda-Urundi obsazena belgickým vojskem ze sousedního Belgického Konga a 20. července 1922 byla Společností národů svěřena Belgii jako mandátní území. 1. března 1926 vytvořila Ruanda-Urundi administrativní unii s Belgickým Kongem. Užívaly se tak symboly belgické, potažmo Belgického Konga.
Po 2. světové válce (13. prosince 1946) byl statut území změněn na poručenské území OSN ve správě Belgie. Vlajka nebyla zavedena, užíval se však emblém (s nejasným statutem), tvořeným tmavě červeným, oválným štítem s hlavou jeřába pavího a čelně hledící lví hlavou s otevřenou tlamou. V horní části emblému byl černým, zlatě lemovaným písmem nápis URUNDI. Štít byl podložen čtyřmi, zkříženými oštěpy, pod ním byla stuha s mottem v rundštině GANZA SABWA česky Vládni, staň se předmětem mnoha modliteb a měj mnoho vazalů. Oštěpy symbolizovaly krále (po sobě jdoucí) se jmény: Ntare, Mwezi, Mutaga a Mwambutsa. Heslo na stuze bylo blahopřání králi. (není obrázek)

Státní (malý) znak Německého císařství v Burundi (1899–1918)

1. července byly na území Ruanda-Urundi vyhlášeny dva státy – Burundi a Rwanda. 16. října 1962 byl, na základě článku č. 113 Definitivní ústavy Burundského království, zaveden (se zpětnou platností od 1. července) zaveden státní znak země. Znak, vycházející z emblému, užívaného v Urundi po roce 1946, byl tvořen tmavě červeným, zlatě lemovaným štítem s čelně hledící zlatou lví hlavou s červenou otevřenou tlamou a stříbrnými zuby. Štít byl podložen čtyřmi zlatými, zkříženými oštěpy se stříbrnými hroty. Nad štítem byl zlato-černý buben, heraldicky vpravo, vedle bubnu zlatý stvol sorga. Pod štítem bylo na tmavě červené stuze, zlatým písmem, heslo GANZA SABWA česky Král nebo Vládni. Nad znakem byl do oblouku černý nápis v rundštině IMANA UMWAM česky Bůh, král, dole pak URUNDI. Štít se lví hlavou byl téměř totožný se znakem belgického 1. armádního sboru.

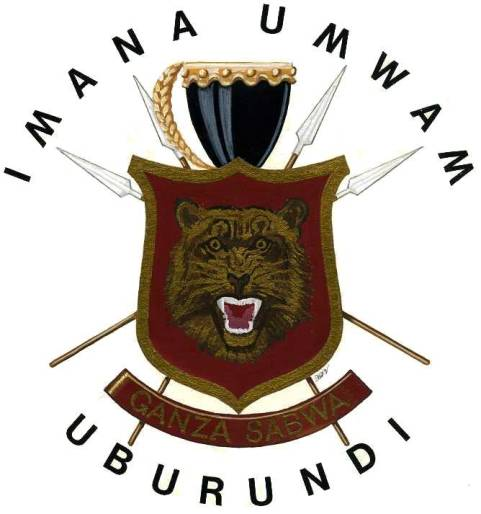
Znak Burundského království (1962–1966)

28. listopadu 1966 byla vyhlášena Burundská republika. Po 29. listopadu 1966 byl, v souvislosti s vyhlášením republiky, zaveden nový státní znak, vycházející z původního (ve zdroji je, že byl odstraněn buben a stvol sorga, ten se však nevyskytoval na znaku ale na vlajce  – nejasné), lví hlava byla zjednodušena a barva štítu byla změněna z tmavě červené na červenou. Štít byl podložen třemi, černými, zkříženými oštěpy s černo stříbrnými hroty. Kolem štítu bylo francouzské heslo Unité, Progrès, Justice se slovy oddělenými černými tečkami.
Tento znak, respektive jeho základ se dodnes nezměnil, měnilo se však jeho výtvarné pojetí – v ústavě je znak popsán velmi vágně. Od poloviny 70. let bývala hlava lva zobrazována s bojovnějším výrazem a s vyceněnými zuby. Od 80. let byla (např. na burundských bankovkách) zobrazena varianta bez zubů (zobrazena v infoboxu). Další varianta byla na obálce textu nové burundské ústavy ze 7. června 2018. Varianta znaku z internetových stránek některých velvyslanectví Burundské republiky (z roku 2021) má lev opět bojovnější výraz.

Jedno z výtvarných pojetí burundského státního znaku
Jedno z výtvarných pojetí burundského státního znaku (neuveden ve zdroji)